# Кајини
Кајини (итал. Caini) је насељено место у Истарској жупанији, Република Хрватска. Административно је у саставу Града Бузета.

## Становништво
Према задњем попису становништва из 2001. године у насељу Кајини живело је 15 становника који су живели у 3 породична домаћинства.
Кретање броја становника по пописима 1857—2001.
| година пописа  | 1857. | 1869. | 1880. | 1890. | 1900. | 1910. | 1921. | 1931. | 1948. | 1953. | 1961. | 1971. | 1981. | 1991. | 2001. |
| бр. становника | 0     | 0     | 57    | 62    | 54    | 69    | 0     | 0     | 66    | 64    | 43    | 31    | 24    | 17    | 15    |

Напомена:У 1857. и 1869. подаци су садржани у насељу Штрпед, а 1921. и 1931. у насељу Бузет. Од 1880. до 1910. исказано као део насеља.